# Штернберг (лунный кратер)
Ште́рнберг (англ. Shternberg) — древний разрушенный ударный кратер среднего размера на обратной стороне Луны, названный в честь русского астронома и революционера Павла Карловича Штернберга.

## Описание кратера
Окрестности кратера
Расположенные по соседству со Штернбергом кратеры: к западу-юго-западу находится 123-километровый кратер Вейль, к западу-северо-западу — 73-километровый Комсток, к северо-востоку — 59-километровый Комри, а к востоку-юго-востоку — 62-километровый Ом.
Образование кратера относится к донектарскому периоду.
Для кратера Штернберг характерно наличие сглаженного внешнего вала средней степени сохранности, присутствие цепочки, отсутствие террас, трещин, центрального пика, хребта или горок на дне, при этом само дно характеризуется как неровное с отсутствием лавы. Собственная лучевая система кратера отсутствует.
Кратер Штернберг подвергся эрозии и разрушениям в силу последующих бомбардировок: небольшой кратер возвышается над северным краем, а южнее него есть проходящая по дну Штернберга цепочка более мелких кратеров. Вал кратера Штернберг также был повреждён вдоль восточной стороны и на юго-западе, а дно испещрено множеством небольших кратеров. Сам Штернберг полностью покрыт материалом с более высоким альбедо из системы лучей, окружающей кратер Ом.
Характеристики расположения: широта северной границы (Northernmost Latitude) 20,60 °, широта южной границы (Southernmost Latitude) 18,15 °, долгота восточной границы (Easternmost Longitude) −115,52 °, долгота западной границы (Westernmost Longitude) −118,12 °; широта центра (Center Latitude) 19,38 °, долгота центра (Center Longitude) −116,82 °. Диаметр оценивается равным 70 км или 74,36 км. Глубина кратера неизвестна.
Название кратера утверждено Международным астрономическим союзом в 1970 году. В некоторых ранних источниках вместо принятого ныне имени англ. Shternberg использовалось англ. Sternberg.

## Сателлитные кратеры
Кратер Штернберг и его сателлит
Кратер-сателлит Штернберг C (англ. Shternberg C) расположен к северо-востоку от основного кратера Штернберг.
Характеристики расположения кратера-сателлита: широта северной границы 21,30 °, широта южной границы 20,40 °, долгота восточной границы −114,26 °, долгота западной границы −115,22 °; широта центра 20,85 °, долгота центра −114,74 °. Диаметр оценивается как 29 км или 27,22 км.
Название кратера утверждено Международным астрономическим союзом в 2006 году.
| Штернберг | Координаты                                            | Диаметр, км |
| --------- | ----------------------------------------------------- | ----------- |
| C         | 20°54′ с. ш. 114°18′ з. д. / 20,9° с. ш. 114,3° з. д. | 29          |